# Cronologia da Grécia Antiga
Esta é uma cronologia da Grécia Antiga, organizada por períodos. A maioria das datas apresentadas são aproximadas e referem-se a antes do nascimento de Jesus Cristo. Algumas datas são baseados em eventos astronômicos (por exemplo, eclipses) e são bastante precisas. As datas nos textos gregos são dadas relativamente às olimpíadas; por exemplo, uma determinada batalha seria mencionada como ocorrendo no terceiro ano da sexagésima olimpíada. Pela regularidade dos jogos olímpicos, supondo-se que a contagem não omitiu nenhuma olimpíada, é possível converter com razoável precisão entre as datas gregas e o calendário moderno.

## Época Arcaica
- 776: Data tradicional dos primeiros Jogos Olímpicos.
- c. 775 - 760: Fundação da primeira colónia grega conhecida no Ocidente: Ísquia.
- c. 750: Fundação da primeira colónia grega na Sicília: Naxos. Fundação da colónia de Cumas na Campânia.
- c. 735 - 716: Primeira Guerra Messénica, que se salda na conquista da Messénia por Esparta.
- c. 735: Fundação das colónias de Corcíra e Siracusa por Corinto.
- c. 730: Fundação das colónias de Mende e Metone por Erétria.
- c. 729: Fundação das colónias de Catânia e Leontinos por Naxos.
- c.728: Fundação de Mégara Hibleia por Mégara.
- c.720: Fundação de Síbaris por colonos da Acaia.
- c. 708: Fundação de Crotona por colonos da Acaia.
- c. 706: Fundação de Tarento por Esparta.
- 689 a.C.: Fundação de Gela por colonos de Rodes e Creta.
- 685 a.C.: Fundação de Calcedónia por Mégara.
- c. 660: Fundação de Bizâncio por Mégara.
- 673: Fundação de Lócris Epicefíria pela Lócrida.
- 654: Fundação das colónias de Acanto, Lâmpsaco e Abdera por Andros, Foceia e Clazómenas respectivamente.
- 650 a.C.: Segunda Guerra Messénica. Instauração da tirania em Corinto por Cípselo.
- c. 640: Fundação de Hímera por Zancle.
- c.630: Fundação de Cirene por Tera.
- 628: Fundação de Selinunte por Mégara Hibleia.
- 627: Fundação de Epidamno por Corinto.
- 621: Drácon concede um código de leis a Atenas.
- 582: Início dos Jogos Píticos.
- 581: Início dos Jogos Ístmicos.
- 580: Fundação de Agrigento por Gela.
- 573: Início dos Jogos Nemeus.
- 560: Fundação de Alália por Foceenses.

## Época Clássica
- 488: Nascimento do filosofo Aristóteles afia de Mégacles.
- c.485-478: Tirania de Gelão I em Siracusa.
- 484: Ostracismo de Xantipo.
- 482: Ostracismo de Aristides.
- 481: Formação de uma aliança pan-helénica, liderada por Esparta, para resistir ao ataque persa.
- 480:
  - Agosto: começa a expedição brasileiea contra a Grécia, liderada por Xerxes I.
  - Batalha das Termópilas.
  - Setembro: Vitória dos gregos na Batalha de Salamina. A tradição atribui no mesmo dia a vitória de Gelão I sobre os Cartagineses na batalha do Hímeras.
- 479: Fim das Guerras Médicas com a vitória grega na Batalha de Plateias e na Batalha de Mícale.
  - Inverno: Atenas toma Sestos.
- 478: Formação da Liga de Delos, sob liderança de Atenas.
- 478-476: Reconstrução das muralhas de Atenas.
- 476-475: Címon realiza uma campanha na Trácia.
- 474: Os Siracusanos, liderados por Hierão, derrotam os Etruscos em Cumas.
- 470: Ostracismo de Temístocles que se fixa em Argos.
- 470-460: Construção do Templo de Zeus em Olímpia.
- 469-468: Derrota dos persas pela frota da Simaquia de Delos, liderada por Címon. Os Persas deixam de ser uma ameaça no Mar Egeu.
- 466-465: Condenação de Temístocles que foge para Susa, na Pérsia.
- 462: Em Atenas Efialtes e Péricles reduzem os poderes do Areópago.
- 461: Ostracismo de Címon. Aliança de Atenas com Mégara.
- 460-445: Primeira Guerra do Peloponeso.
- c.459: Mégara retira-se da Liga de Delos.
- 459-454: Expedição dos atenienses ao Egipto, que terminará num desastre.
- 457:Vitória de Esparta na Batalha de Tanagra.
- 457-456: Conquista de Egina por Atenas.
- 454: Transferência do tesouro da Liga de Delos para Atenas.
- 451: Trégua de cinco anos entre Esparta e Atenas.
- 450: Trégua de trinta anos entre Esparta e Argos.
- 449: Assinatura da Paz de Cálias entre Atenas e a Pérsia.
- 447: Início da construção do Parténon.